# Горняк (стадион, Комсомольское)
Стадион «Горняк» — стадион в городе Комсомольское Донецкой области. Бывшая домашняя арена клуба «Горняк-Ильичевец».

## История
Стадион Рудкомбината был построен в XX веке в городе Комсомольское, принадлежал заводу по обработке руды. Стадион известен тем, что на нем 6 и 20 марта 1994 донецкий «Шахтер» играл против «Нивы» (Винница) и «Зари-МАЛС» (Луганск). Впоследствии стадион изменил название на «Металург», а в Второй лиге сезона 1997/98 годов выступал местный «Металлург». В 2006 году эта команда сменила название на «Горняк-Ильичевец», а стадион — на «Горняк».